# Sky Tower (Breslavia)
Lo Sky Tower è un grattacielo a Breslavia, in Polonia. La costruzione iniziò nel dicembre 2007. Sky Tower è l'edificio più alto in Polonia per altezza del tetto e con l'ultimo piano più in alto e la seconda struttura più alta dopo il Palazzo della Cultura e della Scienza a Varsavia.